# Лирическая абстракция

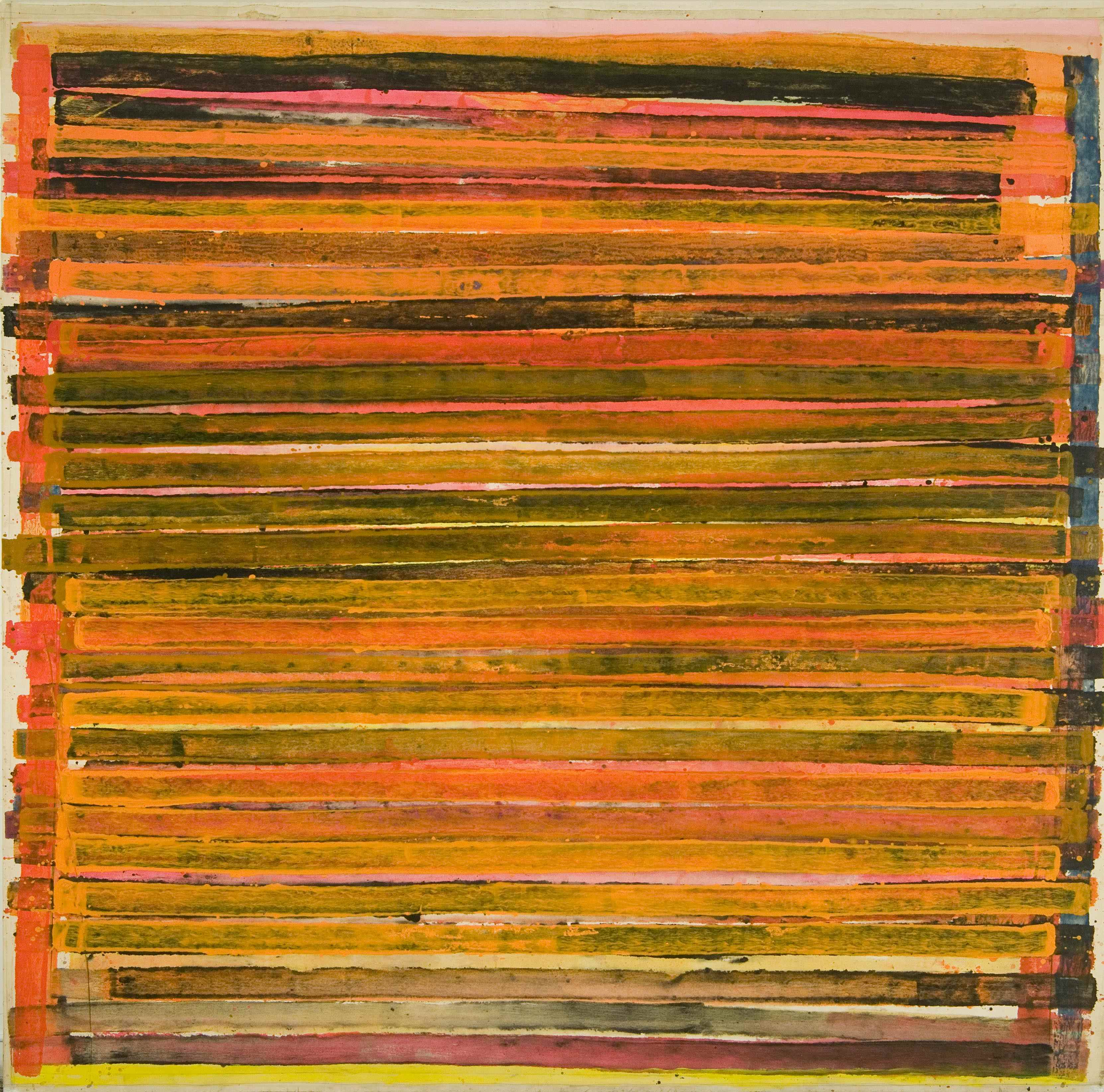
Торнтон Уиллис Красная Стена 1969, Холст, акрил, 103x108 дюймов

Лирическая абстракция — одно из течений абстрактного искусства, для которого характерны стремление к прямому выражению эмоциональных и психических состояний художника и импровизационность исполнения. Произведения лирического абстракционизма — воплощение субъективных цветовых впечатлений и фантазий художника, поток его сознания, запечатленный в цвете. Принято считать, что основоположниками лирической абстракции были Аршиль Горки, Андрей Ланской.

## Происхождения
Первоначальное использование понятия лирическая абстракция относится к тенденции, приписываемой картинам европейских художников в период после 1945 года, и как способ описания нескольких художников, среди которых были Вольс, Жерар Шнайдер, Ганс Хартунг и Жорж Матьё и других, чьи работы связаны с характеристиками современного американского абстрактного экспрессионизма. В то время (в конце 1940-х годов) Пол Дженкинс, Норман Блум, Сэм Фрэнсис, Джулс Олицки, Джоан Митчелл, Эльсуот Келли и многие другие американские художники жили и работали в Париже и других европейских городах. За исключением Келли, все эти художники разработали свои версии живописной абстракции, которая иногда характеризовалась как лирическая абстракция, ташизм, живопись цветового поля и абстрактный экспрессионизм.
Художественное движение Abstraction lyrique зародилось в Париже после войны. В то время художественная жизнь в Париже, опустошенная оккупацией и коллаборационизмом, возобновилась благодаря многочисленным художникам, получившим возможность вновь творить после освобождения Парижа в середине 1944 года. Согласно новым формам абстракции, характерным для некоторых художников, движение было названо искусствоведом Жаном Жозе Маршаном и художником Жоржем Матьё в 1947 году. Некоторые искусствоведы также рассматривали это движение как попытку восстановить образ Художественного Парижа, который до войны занимал звание столицы искусств. Лирическая абстракция также стала результатом конкуренции между Парижской школой и новой нью-йоркской школой живописи абстрактного экспрессионизма, представленной, прежде всего, с 1946 года Джексоном Поллоком, затем Виллемом де Кунингом или Марком Ротко, которые активно пропагандировались американскими властями с начала 1950-х годов.
Лирическая абстракция противопоставлялась не только предшествовавшим ему кубистским и сюрреалистическим движениям, но и геометрической абстракции (или «холодной абстракции»). Лирическая абстракция была, в некотором смысле, первой, кто применил уроки Василия Кандинского, считавшегося одним из отцов абстракции. Для художников лирическая абстракция открывала возможности для самовыражения.
Наконец, в конце 1960-х годов (частично в ответ на минимальное искусство и догматические интерпретации некоторыми формализма Гринберга и Джудиана), многие художники заново ввели живописные вариации в свои работы.

## Европа
Сразу после Второй мировой войны многие старые и молодые художники вернулись в Париж, где они работали и выставлялись: Николя де Сталь, Серж Поляков, Андре Ланской и Закс из России; Ханс Хартунг и Вольс из Германии; Арпад Сенеш, Эндре Розда и Симон Хантай из Венгрии; Александр Истрати из Румынии; Жан-Поль Риопель из Канады; Виейра да Силва из Португалии; Жерар Эрнест Шнайдер из Швейцарии; Фейто из Испании; Брам ван Вельде из Нидерландов; Альберт Битран из Турции; Чжао Уцзи из Китая; Сугай из Японии; Сэм Фрэнсис, Джон Франклин Кениг, Джек Янгерман и Пол Дженкинс из США.
Все эти художники и многие другие были в то время среди «лирических абстракционистов» вметсе с таким французами, как: Пьер Сулаж, Жан-Мишель Кулон, Жан Рене Базен, Жан Ле Моал, Гюстав Сингье, Альфред Манесье, Родже Бисьер, Пьер Таль-Коат, Жан Мессажье, Жан Миотт и другие.
Лирическая абстракция противопоставлялась не только остаткам Парижской школы в довоенном стиле, но и предшествовавшим ему кубистским и сюрреалистическим движениям, а также геометрической абстракции (или «холодной абстракции»). Для художников во Франции «Лирическая абстракция» открыла возможность самовыражения. В Бельгии Луи Ван Линт представил замечательный пример художника, который после короткого периода геометрической абстракции перешел к лирической абстракции, в которой он преуспел.
Многие выставки проводились в Париже, например, в галереях Арно, Друэн, Жанны Бюшер, Луи Карре, Galerie de France, и каждый год в «Salon des Réalités Nouvelles» и «Salon de Mai», где можно было бы увидеть картины всех этих художников. В галерее Друин можно было увидеть Жана Ле Моаля, Гюстава Сингьер, Альфреда Манесье, Роже Бисьер, Вольса и других. Поворотным событием стал момент, когда Жорж Матьё решил провести две выставки: L’Imaginaire во Люксембургском дворце, которую он решил назвать abstraction lyrique, а затем выставку HWPSMTB (Ханс Хартунг, Вольс, Фрэнсис Пикабиа, Франсуа Стали, Жорж Матьё, Мишель Тапи и Камиль Брайен) в 1948 году.
В марте 1951 года в галерее Nina Dausset была проведена большая выставка Véhémences confrontées, где впервые были представлены бок о бок французские и американские художники-абстракционисты. Она была организована критиком Мишелем Тапи, чья роль в раскрытии нового этого движения имела первостепенное значение. Этими событиями он заявил, что «рождается лирическая абстракция».
Это было, однако, довольно короткое господство (конец 1957), которое было быстро вытеснено Новым Реализмом Пьера Рестани и Ива Кляйна.
Начиная примерно с 1970 года, это движение было возрождено новым поколением художников, родившихся во время или сразу после Второй мировой войны. Некоторые из его ключевых фигур включают Пола Каллоса, Жоржа Роматье, Мишель Дестерак и Тибо де Реимпре.
Выставка под названием «Лирический полет, Париж, 1945—1956 гг.» (L’Envolée Lyrique, Paris, 1945—1956), объединяющая работы 60 художников, была представлена в Париже в Люксембургском дворце с апреля по август 2006 года и включала Наиболее выдающиеся художники движения: Жоржа Матьё, Пьера Сулагеса, Жерара Шнайдера, Чжао Уцзи, Альберта Битрана, Сержа Полякова.

### Художники в Париже (1945—1956) и за его пределами
| - Женевьева Ас (1923-) - Мино Ардженто (1927-) - Жан Базен (1904—2001) - Роже Бисьер (1888—1964) - Альберт Битран (1931—2018) - Норман Блум (1921—1999) - Александр Боген (1916—2010) - Жан-Мишель Кулон (1920—2014) - Оливье Дебре (1920—1999) - Пьеро Дорацио (1927—2005) - Джо Даунинг (1925—2007) - Жан Дюбюффе (1901—1985) - Эндре Розда (1913—1999) - Браха Эттингер (1948-) - Фотрие Жан (1898—1964) - Пьер Фиш (1927—2007) - Франсуа Фидлер (1921—2001) - Фрэнсис Сэм(1923—1994) - Анник Гендрон (1939—2008) - Марк-Антуан Гуляр (1964-) - Хартунг Ханс (1904—1989) - Шимон Ханта (1922—2008) - Александр Истрати (1915—1991) - Дженкинс Пол (1923—2012) - Антоний Карвовский (1948-) | - Джон Франклин Кениг (1924—2008) - Андрей Ланской (1902—1976) - Альфред Манесье (1911—1993) - Жорж Матьё (1921—2012) - Жан Мессажье (1920—1999) - Жан Миотт (1926—2016) - Жоан Миро (1893—1983) - Франсис Пикабиа (1879—1953) - Серж Поляков (1906—1969) - Тибо де Реимпре (1949-) - Сён Джа Ри (1918—2009) - Жан-Поль Риопель (1923—2002) - Эмилио Сканавино, (1922—1986) - Виейра да Силва (1908—1992) - Густав Сингье (1909—1984) - Пьер Сулаж (1919-) - Никола де Сталь (1914—1955) - Арпад Сенеш (1897—1985) - Жерар Эрнест Шнайдер (1896—1986) - Тапи Мишель (1909—1987) - Брам ван Вельде (1895—1981) - Франсуа Вилли Вендт (1909—1970) - Вольс, (1913—1951) - Чжао Уцзи (1921—2013) |

## США

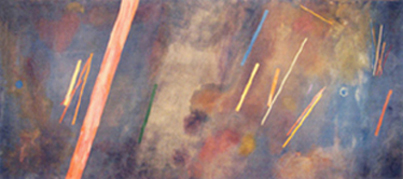
Роннм Лэнфилд, For William Blake 1968, A / C, 110 х 256 дюймов, выставлено: Башня 49, Нью-Йорк, 3 января 2002 г. — 15 ноября 2002 г. Его работы были включены в выставки «Лирическая абстракция» в музее Уитни в 1970 году, в музее Шелдона в 1993 году и в музее Бока-Ратона в 2009 году

Американская лирическая абстракция — художественное движение, возникшее в Нью-Йорке, Лос-Анджелесе, Вашингтоне, округ Колумбия, а затем в Торонто и Лондоне в 1960—1970-х годах. Характеризуется интуитивным и свободным обращением с краской, спонтанным выражением, иллюзионистским пространством, окрашиванием акриловыми красками, случайными изображениями и другими живописными и новыми технологическими методами. Лирическая абстракция переместила вектор развития живописи от минимализма к новому свободному экспрессионизму. Художники, которые непосредственно отреагировали на преобладающий стиль формализма, минимализма и поп-арта, а также стиля геометрической абстракции 1960-х годов, обратились к новым, экспериментальным, свободным, живописным, выразительным, изобразительным и абстрактным стилям живописи. Многие из них были минималистами, работавшими с различными монохромными, геометрическими стилями, и чьи картины публично превратились в новые абстрактные художественные мотивы. Американская лирическая абстракция в духе связана с абстрактным экспрессионизмом, живописью цветного поля и европейским ташизмом 1940-х и 1950-х годов. Ташизм относится к французскому стилю абстрактной живописи, существовавшему в период 1945—1960 годов.
В художественном музее Шелдона с 1 июня по 29 августа 1993 года проходила выставка под названием «Лирическая абстракция: цвет и настроение». Среди участников были Дэн Кристенсен, Уолтер Дарби Баннард, Рональд Дэвис, Хелен Франкенталер, Сэм Фрэнсис, Клив Грей, Ронни Лэндфилд, Моррис Луис, Джулс Олицки, Роберт Наткин, Уильям Петтет, Марк Ротко, Лоуренс Стаффорд, Питер Янг и ряд других. художники. В описании выставки музей написал:
«Как движение, Лирическая абстракция расширила послевоенную модернистскую эстетику и дала новое измерение в абстрактной традиции, которая была явно обязана „капельной живописи“ Джексона Поллока и окрашенным цветным формам Марка Ротко. Это движение родилось из желания создать прямой физический и чувственный опыт живописи через их монументальность и акцент на цвете — заставляя зрителя „читать“ картины буквально как вещи».
В течение 2009 года в Музее искусств Бока-Ратона во Флориде прошла выставка под названием «Расширяющиеся границы: выбор лирической абстракции из постоянной коллекции».
В то время музей опубликовал заявление, в котором говорилось, что:
«Лирическая абстракция возникла в 1960-х и 70-х годах, как результат вызова минимализму и концептуальному искусству. Многие художники начали отходить от геометрических, жестких и минимальных стилей к более лирическим, чувственным, романтичным абстракциям, работающим в свободном жестовом стиле. Эти „лирические абстракционисты“ стремились расширить границы абстрактной живописи, а также возродить и оживить живописную „традицию“ в американском искусстве. В то же время эти художники стремились восстановить главенство линии и цвета как формальных элементов в произведениях, составленных в соответствии с эстетическими принципами, а не как визуальное представление социально-политических реалий или философских теорий».
«Характеризуемые интуитивным и свободным обращением с краской, спонтанным выражением, иллюзионистским пространством, акриловым окрашиванием, случайными изображениями и другими живописными методами, абстрактные работы, представленные на этой выставке, отдают насыщенным плавным цветом и тихой энергией. Включены работы следующих художников, связанных с лирической абстракцией: Натвар Бхавсар, Стэнли Боксер, Ламар Бриггс, Дэн Кристенсен, Дэвид Диао, Фридель Джубас, Сэм Фрэнсис, Дороти Гиллеспи, Клив Грей, Пол Дженкинс, Ронни Лэндфилд, Пэт Липски, Джоан Митчелл, Роберт Наткин, Джулс Олицки, Ларри Пунс, Гарри Рич, Джон Сири, Джефф Уэй и Ларри Зокс».

### История термина в Америке
Лирическая абстракция была названием перемещающейся выставки, которая началась в Музее современного искусства Олдрича, Риджфилд, штат Коннектикут, с 5 апреля по 7 июня 1970 года и закончилась в Музее американского искусства Уитни, Нью-Йорк, с 25 мая по июль. 6, 1971. Лирическая абстракция — это термин, который использовал Ларри Олдрич (основатель Музея современного искусства Олдрича, Риджфилд, Коннектикут) в 1969 году, чтобы описать то, что, по словам Олдрича, он видел в студиях многих художников того времени. Олдрич, успешный дизайнер и коллекционер произведений искусства, определил направление лирической абстракции и стал одним из первых покупателей работ художников в этом направлении. В своем «Заявлении к выставке» он написал: 
 В начале прошлого сезона стало очевидно, что в живописи наблюдается движение от геометрических, резких и минимальных к более лирическим, чувственным, романтическим абстракциям в цветах, которые были более мягкими и более яркими…..Прикосновение художника всегда видно в этом типе живописи, даже когда картины сделаны с помощью распылителей краски, губок или других предметов….. Когда я исследовал эту лирическую тенденцию, я обнаружил много молодых художников, чьи картины настолько понравились мне, что я был вынужден приобрести многие из них. Большинство картин на выставке «Лирическая абстракция» были созданы в 1969 году, и теперь все они являются частью моей коллекции. 
 Ларри Олдрич пожертвовал картины с выставки Музею американского искусства Уитни.
В течение многих лет термин «Лирическая абстракция» был уничижительным, что, к сожалению, отрицательно сказалось на тех художниках, чьи работы были связаны с этим именем. В 1989 году профессор искусствоведения Юнион-колледжа, покойный Дэниел Роббинс, заметил, что «Лирическая абстракция» была термином, использованным в конце шестидесятых годов для описания возврата к живописной выразительности художниками по всей стране и, следовательно, «как следствие», сказал Роббинс, «этот термин должен используется сегодня, потому что он имеет историческое доверие».

## Участники выставки
В выставке Lyrical Abstraction приняли участие следующие художники. 
| - Элен Айлон (1931 —) - Виктория Барр (1937-) - Джеймс Берес (1942—2014) - Джейк Берто (1939—2014) - Дэн Кристенсен (1942—2007) - Дэвид Уильям Каммингс(1937-) - Карл Гило (1941-) - Джон Адамс Грифен (1942 —) - Кэрол Херер (1933—2002) - Гэри Хадсон (1936—2009) - Дон Кауфман (1935 —) - Виктор Корд (1935 —) - Ронни Лэндфилд(1947 —) - Пэт Липски (1941 —) - Ральф Сессион Мозли (1941 —) - Дэвид Пол (1945 —) only in 1970 | - Герберт Перр (1941 —) - Уильям Петтет (1942—2019) - Мюррей Райх (1932—2012) - Гарри Лоренс Рич (1943—2016) - Джон Сири(1941-) - Алан Сигел (1938 —) - Лоуренс Стаффорд (1938 —) - Уильям Стейплс (1934 —) - Джеймс Салливан (1939 —) - Герберт Шиффрин (1944 —) - Ширланн Смит (1931 —) - Джон Торреано (1941 —) - Джефф Уэй (1942 —) - Торнтон Уиллис (1936 —) - Филип Уоффорд (1935 —) - Роберт Заканич (1935 —) |

## Отношение к другим тенденциям

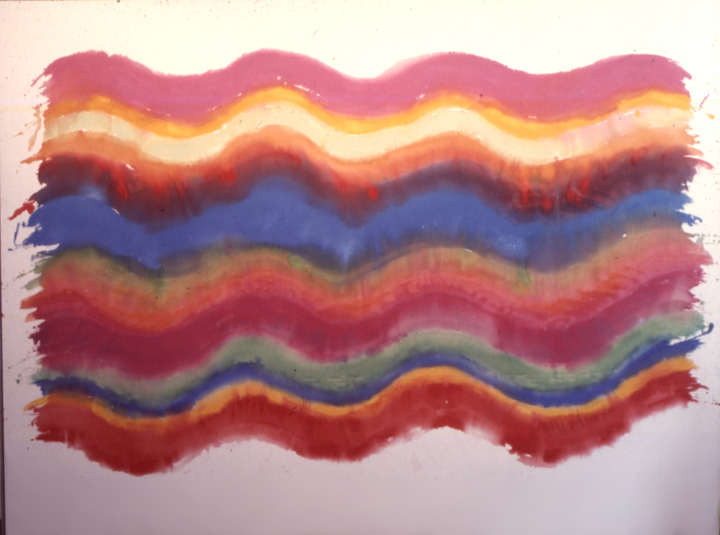
Пэт Липски, Spiked Red, 1970. Её работы были представлены на выставке «Лирическая абстракция» в Музее Уитни в 1970 году и в Музее Бока-Ратон в 2009 году

Лирическая абстракция наряду с движением Fluxus и постминимализмом (термин, впервые введенный Робертом Пинкус-Виттеном на страницах журнала Artforum в 1969 году) стремилась расширить границы абстрактной живописи и минимализма, сосредоточив внимание на процессе, новых материалах и новых способах выражения. Постминимализм, часто включающий в себя промышленные материалы, сырье, найденные предметы, инсталляции, серийные повторения, и часто со ссылками на дадаизм и сюрреализм, лучше всего иллюстрирует скульптуры Евы Гессе. Лирическая абстракция, концептуальное искусство, постминимализм, ленд-арт, видео, перформанс, инсталляция, наряду с продолжением Fluxus, абстрактного экспрессионизма, живописи цветового поля, живописи жёстких контуров, Minimal Artа, Op Artа, поп-арта, фотореализма и нового реализма расширил границы современного искусства с середины 1960-х по 1970-е годы. Лирическая абстракция — это тип свободной абстрактной живописи, появившейся в середине 1960-х годов, когда абстрактные художники возвращались к различным формам живописного, изобразительного, экспрессионизма с преобладающим акцентом на процесс, гештальт и повторяющиеся композиционные стратегии в целом. Характеризуется общим гештальтом, постоянным поверхностным натяжением, иногда даже сокрытием мазков и явным избеганием реляционной композиции. Он развивался так же, как и постминимализм как альтернатива строгой формалистской и минималистской доктрине.
Лирическая абстракция имеет сходство с живописью цветового поля и абстрактным экспрессионизмом, особенно в свободном использовании краски — текстуры и поверхности, пример иллюстрирует картина Ронни Лэндфилда, озаглавленная «For William Blake». Прямые рисунка, каллиграфическое использование линии, эффекты щетки и брызги краски внешне напоминают эффекты, наблюдаемые в абстрактном экспрессионизме и живописи цветового поля. Однако стили заметно отличаются. Отличительный от абстрактного экспрессионизма и живописи действия 1940-х и 1950-х годов — подход к композиции и драме. Как видно из живописи действия, акцент делается на мазках кисти, высокой композиционной драме, динамическом композиционном напряжении. в то время как в лирической абстракции есть чувство композиционной случайности, всей композиции, сдержанной и расслабленной композиционной драмы и акцента на процессе, повторении и общей чувствительности. Различия с живописью цветового поля более тонкие, потому что многие из художников этого направления, такие как, Элен Франкенталер, Джулс Олицки, Сэм Фрэнсис, и Джек Буш за исключением Морриса Луиса, Элсуорта Келли, Пола Фили, Томаса Даунинг, а и Джин Дэвис превратился в лирических абстракционистов. Лирическая абстракция разделяет как с абстрактным экспрессионизмом, так и с живописью цветового поля чувство спонтанного и непосредственного чувственного выражения, следовательно, различия между конкретными художниками и их стилями становятся размытыми и кажущимися взаимозаменяемыми по мере развития.
К середине 1950-х годов Ричард Дибенкорн отказался от абстрактного экспрессионизма и вместе с Дэвидом Парком, Элмером Бишоффом и несколькими другими, создав направление фигуративной живописи Области залива с возвращением к фигуративной живописи. В период между осенью 1964 года и весной 1965 года Дибенкорн путешествовал по всей Европе, ему была предоставлена культурная виза для посещения и просмотра картин Анри Матисса в музеях СССР. Он отправился в тогдашний Советский Союз, чтобы изучить картины Анри Матисса в музеях Москвы и Ленинграда, которые редко можно увидеть за пределами России. Когда он вернулся к живописи области залива в середине 1965 года, его работы подытожили все, чему он научился за более чем десятилетний опыт работы в качестве ведущего художника-фигуриста. Когда в 1967 году он вернулся к абстракции, его работы были параллельны движениям, таким как движение живописи цветового поля и лирическая абстракция.
В 1960-х годах картины живописи цветового поля английского художника Джона Хойланда характеризовались простыми прямоугольными формами, светлыми тонами и плоской поверхностью изображения. В 1970-х его картины стали более текстурированными. В 1960-х и 1970-х годах он демонстрировал свои картины в Нью-Йорке в галерее Роберта Элкона и в галерее Андре Эммериха. Его картины были тесно связаны с постживописной абстракцией, живописью цветного поля и лирической абстракцией.
Абстрактный экспрессионизм предшествовал живописи цветового поля, лирической абстракции, флюксусу, поп- арту, минимализму, постминимализму и другим движениям 1960-х и 1970-х годов и оказал влияние на последующие движения, которые развивались и далее. В середине 1960-х годов в США и других странах художники часто пересекали границы между определениями и стилями искусства. В этот период — с середины 1960-х по 1970-е годы передовое американское искусство и современное искусство в целом находились на распутье, разбиваясь по нескольким направлениям. В течение 1970-х политические движения и революционные изменения в технологиям массмедиа сделали эти стили интернациональными. Сам мир искусства становился все более интернациональным. Европейский аналог американской лирической абстракции неоэкспрессионизм стал доминировать в 1980-х годах, а также развивался как ответ на американский поп-арт и минимализм и в значительной степени заимствован из американского абстрактного экспрессионизма.